# Bolberry
Bolberry is een gehucht gelegen aan de zuidkust van Devon (Engeland).
Het dorp wordt genoemd in Domesday Book in 1066 en 1086 waaruit blijkt dat het land destijds weinig waarde had.
Samen met Bolberry Down valt het binnen de "South Devon Area of Outstanding Natural Beauty". 
Bolberry Farmhouse dateert uit de 16e eeuw terwijl Bolberry House Farm gebouwd werd in het midden van de 19e eeuw.

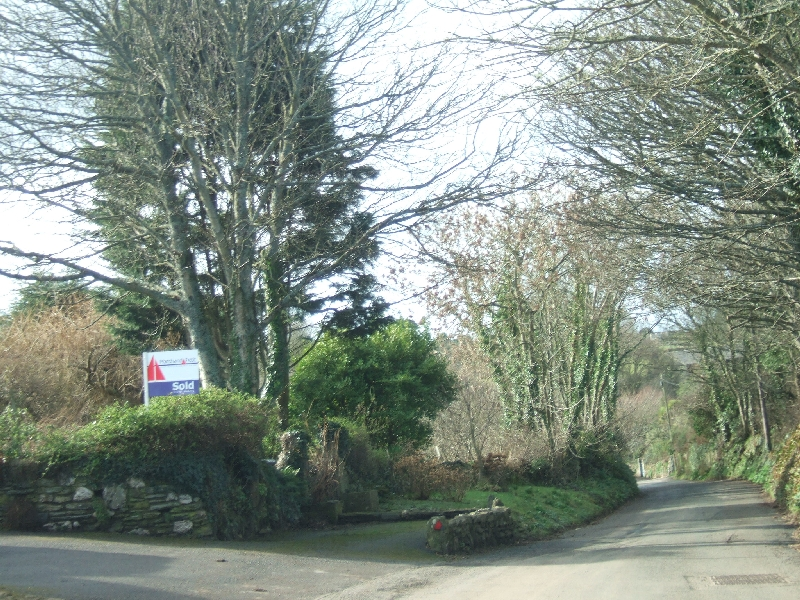